# ゼナ・ヘンダースン
ゼナ・ヘンダースン（Zenna Chlarson Henderson, 1917年11月1日 - 1983年5月11日）は、アメリカのSF作家。1950年代アメリカを代表する女性SF作家の一人で、代表作に連作短編のピープル・シリーズがある。
長年、小学校の教師を務めそこで学校生活や授業風景、教職員の抱える悩みとやりがい、といったよく知った事柄を小説に持ち込み、1950年代のアメリカを代表する短編SF・ファンタジー作家になった。作品は、生涯合わせても中短編54編のみであるが、作風は広く愛されている。著書に『果しなき旅路』『血は異ならず』など。

## 経歴
1917年11月1日、アリゾナ州ツーソンにゼナ・クラースン（Zena Chlarson）として生まれる。アリゾナ州立単科大学で文学士号を取得して1940年に卒業後、小学校の教師となる。第二次世界大戦中には日系アメリカ人の強制収容所であったヒラリバー戦争移住センターでも教えていたという。1944年にリチャード・ハリー・ヘンダースンと結婚するが、1951年に離婚する。
1951年、『ファンタジー・アンド・サイエンス・フィクション（F&SF）』誌11月号に「おいで、ワゴン!」（Come On, Wagon!）が掲載されてSF作家としてデビューする。翌年の『F&SF』誌10月号に発表した「アララテの山」はピープル・シリーズの第一作で、このシリーズは1980年まで書き続けられる彼女の代表作となった。
1955年、アリゾナ州立総合大学で文学修士号を取得、その後フランスに渡り1956年から58年までパリのアメリカ空軍基地内のハイスクールで教職につく。アメリカに帰国後はアリゾナ州内を中心に教員として働いた。
1959年には前年に『F&SF』誌に発表した作品「囚われびと」（Captivity）がヒューゴー賞のBest Novelette部門にノミネートされた。1961年にはピープル・シリーズ6篇を長編としてまとめた初の単行本『果しなき旅路』（Pilgrimage: The Book of the People）、1965年には第1短篇集 The Anything Box、1967年にはピープル・シリーズの2冊目として『血は異ならず』（The People: No Different Flesh）、1971年には第2短篇集 Holding Wonder を刊行した。
1972年にはピープル・シリーズの1編「ヤコブのあつもの」（Pottage）を原作としたテレビ映画『不思議な村』（The People）が作られた。1980年頃に教職を辞し、1983年5月11日、ツーソンで死去した。

## 著書
- Pilgrimage: The Book of the People (1961)
- The Anything Box (1965)
- The People: No Different Flesh (1966)[注釈 2]
- Holding Wonder (1971)
- The People Collection (1991), ISBN 055213659X
- The Zenna Henderson Collection (1991), ISBN 0552136603
- Ingathering: The Complete People Stories (1995), ISBN 0915368587
- Believing: The Other Stories of Zenna Henderson (2020), ISBN 978-1610373388

## 著書（日本語訳）
- 『果しなき旅路』深町眞理子訳、カバー：新井苑子、早川書房〈ハヤカワ文庫〉、1978年、ISBN 4150103003
- 『血は異ならず』宇佐川晶子, 深町眞理子訳、カバー：新井苑子、早川書房〈ハヤカワ文庫〉、1982年、国立国会図書館書誌ID:000001598630
- 『悪魔はぼくのペット : 感性あふれるアメリカ・ファンタジー』村上実子訳、朝日ソノラマ〈ソノラマ文庫. 海外シリーズ〉、1984年、ISBN 4-257-62009-9
- 『ページをめくれば』中村融編、安野玲, 山田順子訳、カバー：松尾たいこ、河出書房新社〈奇想コレクション〉、2006年、ISBN 4309621880

## 映像化作品
- 「不思議な村」（The People、1972年）
  - 監督：ジョン・コーティ（英語版）、脚本：ジェイムズ・M・ミラー、主演：キム・ダービイ、ウィリアム・シャトナー[9][10]